# Cittadella
Cittadella je srednjeveško obzidano mesto v pokrajini Padova v severni Italiji, ustanovljeno v 13. stoletju kot vojaška postojanka Padove. Obdajajoče obzidje je bilo obnovljeno in je obsega 1461 metrov s premerom približno 450 metrov. Obstajajo štiri vrata, ki približno ustrezajo glavnim stranem neba. Zdaj ima občina Cittadella okoli 20.000 prebivalcev.

## Znamenitosti
Mesto so leta 1220 ustanovili Padovanci kot protiutež utrdbi Castelfranco Veneto, 13 kilometrov vzhodno, zgrajeno leta 1218 s strani Trevižanov. To je bil čas vojne med občinami.
Zgrajeno je bilo v zaporednih stopnjah v poligonalni obliki na pravokotnih oseh z gradnjo 32 velikih in majhnih stolpov in oblikovanjem zaščitnega jarka in s štirimi dvižnimi mostovi ob štirih vhodnih vratih.
Njegovo obzidje, visoko od 14 do 16 metrov, je bilo zgrajeno kot škatlast zid: dva vzporedna zidova, vmes pa zapolnjeno s trdnim jedrom kamenja in vročim gašenim apnom, skupne debeline približno 2,10 metra.
Danes je celotno obzidje nedotaknjeno, razen odseka, uničenega v 16. stoletju med vojno Cambraiške lige in podrobnosti gradnje so še vedno lahko vidne. Ima kar sedem različnih gradbenih tehnik, za katere je značilno spreminjanje smeri opeke in tistih iz rečnih kamnin, pomešanih z opeko.
Med zanimivimi elementi Rocca di Porta Bassano še vedno ohranja obrambni mehanizem stolpa in vhodnih vrat. znotraj trdnjave Rocca je Casa del Capitano ('Kapitanova hiša'). Obnova je odkrila freske iz obdobja družin Carraresi, Malatesta, Sanseverino in Borromeo. Freske so praktično zgodovinsko poročilo o dogodkih med letoma 1260 in 1600, ki skoraj nadomeščajo pisne dokumente.
Da bi zagotovili boljšo obrambo, se je skozi mestno obzidje prvotno lahko prišlo na različnih nivojih preko komunikacijskih rovov, deloma kamnitih, čeprav so bili številni drugi odseki leseni ali narejeni vzdolž nasipov, ki so potekali vzdolž celotnega obzidja. Potrebna je bila obnova cin, saj so bile del, ki ga je obraba časa najbolj prizadela. Drugi cilji pri obnovi so varstvo in obnova patruljnega komunikacijskega rova, ki se vije ob obzidju na višini 14 metrov. Poleg tega je bilo postavljenih več novih točk pristopa na obzidje s postavitvijo stopnic, pa tudi z gradnjo stopnišča in steklenega dvigala v stolpu Porta Vicenza ter stopnic, lesenega prehoda in zastekljenega vhoda strehe v cerkvi Torresino ter gradnja povezave med Kapitanovo hišo in stolpom Porta Bassano. Danes je obnovljen patruljni komunikacijski prehod in celotno obzidje prehodno.
Popolna obnova utrjenega sistema Cittadelle bo končana v naslednjih nekaj letih s končno obnovo obzidja severovzhodnega in jugovzhodnega sektorja ter z zaključkom del na vratih in stolpih.
Drugo mesto, ki še vedno ohranja svoje obzidje v regiji, je Montagnana v Italiji.

## Pobratena mesta
- Nova Prata, Brazilija, od 2005
- Noblesville, Indiana, ZDA, od 2005
- Guben, Nemčija